# Die Cousine
Die Cousine (Originaltitel: Irlanda) ist ein Roman von Espido Freire. Er erschien erstmals 1998. Die deutsche Übersetzung von Ilse Layer erschien 2000  bei DVA.

## Handlung
Natalia verliert ihre Schwester Sagrario, mit der sie eine innige Beziehung verband. In ihrer Freizeit widmet sie sich dem Sammeln von Pflanzen, die sie trocknet und in einem Herbarium archiviert.
Um wieder Erfahrungen mit Gleichaltrigen zu sammeln, schicken sie ihre Eltern in den Sommerferien zu ihrer Tante und ihren Cousins Irlanda, Gabriel und Roberto aufs Land. Zu ihrer Cousine Irlanda möchte Natalia ein gutes Verhältnis aufbauen; die beiden Mädchen geraten aber in gegenseitige Rivalität. Beide entdecken auf dem Dachboden auch eine Schatzkiste ihrer Großmutter, wobei Natalia auch darin auch ein Herbarium findet, Irlanda aber für dieses Hobby kein Verständnis hat.
Sie besuchen auch einen Aussichtsturm, wo die vier in einer Nacht ein Feuerwerk beobachten. Als sie diesen Turm erneut besteigen, legt Irlanda dort den Schmuck der Großmutter an. In diesem Moment lösen sich Steine auf der Aussichtsplattform und Irlanda stürzt in die Tiefe und stirbt.
Später merkt Natalia an, dass sie um Irlanda mehr trauert als um Sagrario.

## Kritik
In einer Rezension der Neuen Zürcher Zeitung wird dem Roman Armut in der äußeren Handlung und weitgehende Spannungslosigkeit attestiert.